# Weckengang
Le Weckengang (en estonien : Saiakang, Saia käik) est une ruelle de la capitale estonienne Tallinn (en allemand : Reval).
Elle est située dans la vieille ville historique de Tallinn et relie la rue Pikk au nord à la place de l'hôtel de ville au sud. En face du croisement avec la rue Pikk se trouve la maison de la Grande Guilde. Immédiatement à l’ouest du carrefour se trouve l’église du Saint-Esprit de Tallinn. À côté de l'extrémité sud de l'allée, couverte par une voûte en berceau, se trouve la Pharmacie de l'Hôtel-de-Ville de Tallinn.
Le nom de Weckengasse remonte au XIVe siècle et faisait référence aux boulangeries qui s'y trouvaient. Dans la ruelle se trouve au numéro 4 la plus petite maison, classée, de la veille ville de Tallinn. Aujourd'hui, la petite ruelle abrite des restaurants et des commerces artisanaux.
Au XVIe siècle, à l'extrémité sud de l'allée vivait le prédicateur chroniqueur Balthasar Russow. Son nom a été donné à un restaurant spécialisé dans l'ail, le  Balthasar. Il y a aussi un café dans la ruelle appelée Weckengang.